# Conozoa constricta
Conozoa constricta är en insektsart som först beskrevs av Henderson, W.W. 1924.  Conozoa constricta ingår i släktet Conozoa och familjen gräshoppor. Inga underarter finns listade i Catalogue of Life.